# Majuli
Majuli ou Majoli (মাজুলি en assamais) est une île fluviale située sur le Brahmapoutre dans l’État indien de l’Assam.
Elle se trouve aux confins de plusieurs cours d’eau, au sud coule le Brahmapoutre tandis qu’au nord se joignent un bras du Brahmapoutre appelé Kherkutia Xuti et la rivière Subansiri. L’île couvrait 1 250 km2 au début du XXe siècle mais elle souffre d’une érosion importante et ne représente plus que 447 km2 en 2021. Elle a été une des plus grandes îles fluviales au monde, et sans aucun doute la plus grande d'Asie du Sud. Elle devrait disparaître dans les années 2030 en raison du réchauffement climatique et de la fonte des glaciers himalayens.
Méconnue des touristes, l'île est tenue pour un lieu saint par les hindouistes. Les hindouistes d’une tradition vishnouiste particulière se rendent en pèlerinage sur l’île dans des monastères appelés Sattras, où les moines honorent le dieu Vishnou et sa principale incarnation, Krishna, par le chant, la danse et le théâtre.

## Géographie

### Géographie humaine
L’île compte 140 villages et une population de 150 000 personnes, ce qui donne une densité de 300 personnes par kilomètre carré. Le seul moyen de quitter l’île est le ferry et il ne fait le trajet depuis la ville de Jorhat que deux fois par jour.
Malgré son isolement, les habitants de l’île disposent de centres médicaux et d’établissements d’enseignement. Les logements traditionnels en bambou sont remplacés peu à peu par des logements en béton.
Majuli fait partie du district de Jorhat. L’île est à environ 200 kilomètres à l’est de Guwahati, la plus grande ville de l’État.

### Environnement

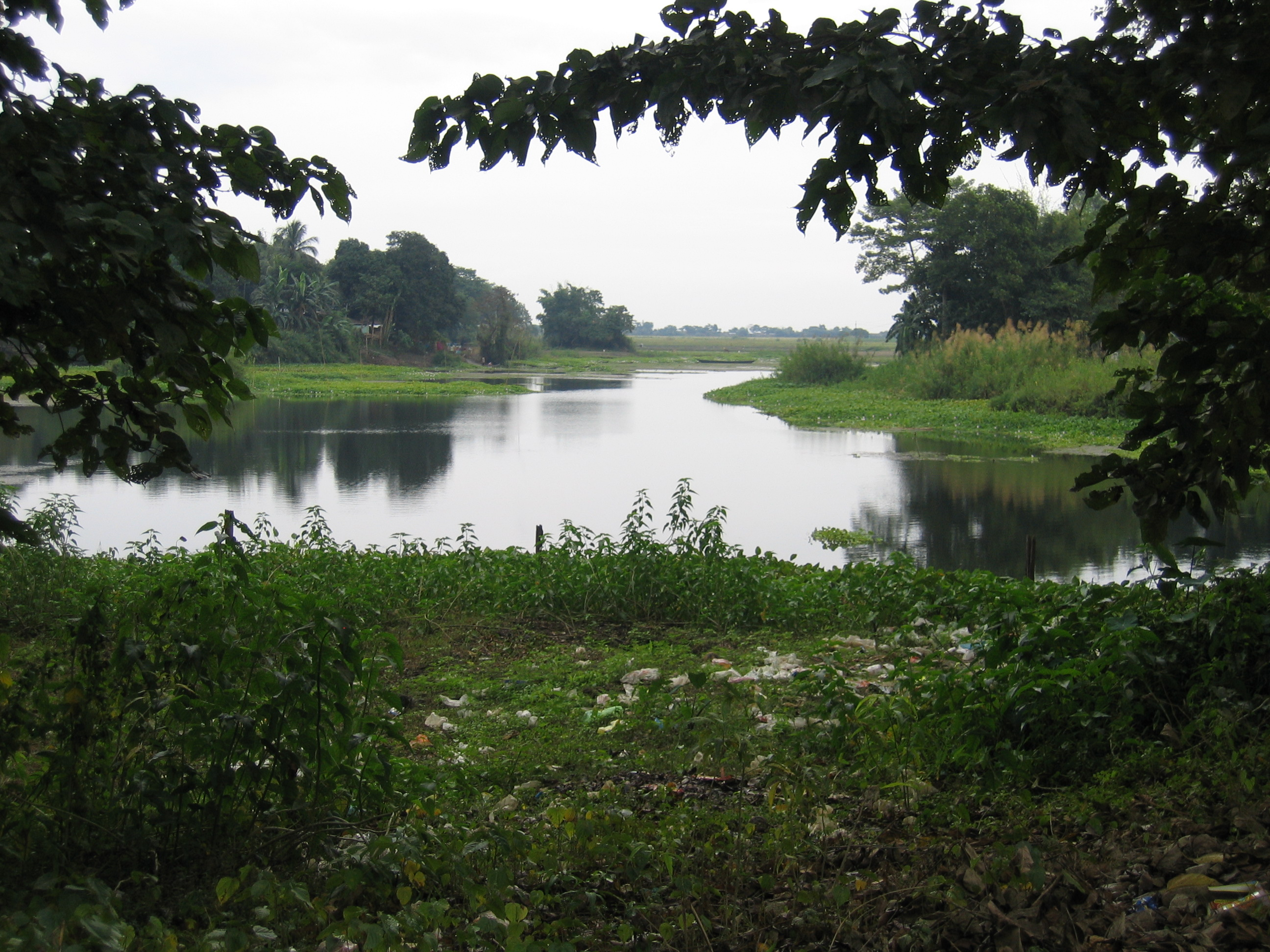
Paysage des zones humides de Majuli

L’île subit une très forte érosion. Cette érosion est due au débit du Brahmapoutre, augmenté par les digues imposantes construites dans les villes voisines en amont afin de les protéger des inondations récurrentes du fleuve durant la mousson ; mais également aux lâchers d'eau des barrages en amont. Selon les données obtenues en 1853 par l’administration coloniale, la superficie totale de Majuli était de 1 150 km2. Environ 33 % de cette surface a été érodée dans la seconde moitié du XXe siècle. Depuis 1991, plus de 35 villages ont été emportés. En 2021, la surface de l'île n'est plus estimée qu'à 447 km2 ; l'île disparaitra d'ici à 2030.
Le gouvernement d’Inde a dépensé 55 millions USD pour sa protection, en construisant des digues, en consolidant les berges avec des sacs de sable, et en installant des structures en béton armé dans le lit du Brahmapoutre pour tenter de ralentir son débit.
Comme tous les milieux tropicaux abritant des zones humides, l’île est riche de très nombreuses espèces, dont plusieurs espèces d’oiseaux migrateurs qui viennent y passer leur hiver. On peut y observer par exemple le marabout argala, la grue de Sibérie, le dendrocygne siffleur. L’usage des produits phytosanitaires, des engrais et des pesticides y est rare. On y trouve des rizières.

## Historique

### Formation de l’île
Avant le XVIIe siècle, ce qui allait former l’île était une longue et étroite bande de terre bordée au nord par le Brahmapoutre et le Burhidihing au sud, jusqu’à ce que ces cours d’eau se réunissent à Lakhu. Cette région subit des tremblements de terre, les plus anciens répertoriés datent des années 1661–1696. En 1750, un séisme provoqua des inondations couvrant toute la zone pendant plus de 15 jours, et cela jusqu’à ce que l’île apparaisse. Le point de confluence du Burhidihing et du Brahmapoutre a été déplacé 190 km à l’est et ce qui était le lit du Burhidihing a été nommé le Xuti Burhi tandis que le lit au nord, qui était précédemment le Brahmapoutre, est devenu le Xuti Luit. L’érosion se poursuivant, le Brahamapoutre reprit sa place et le Xuti Luit devint le Xuti Kherkutia.
Des traces de ces évènements sont toujours présents dans la culture locale.

### Histoire

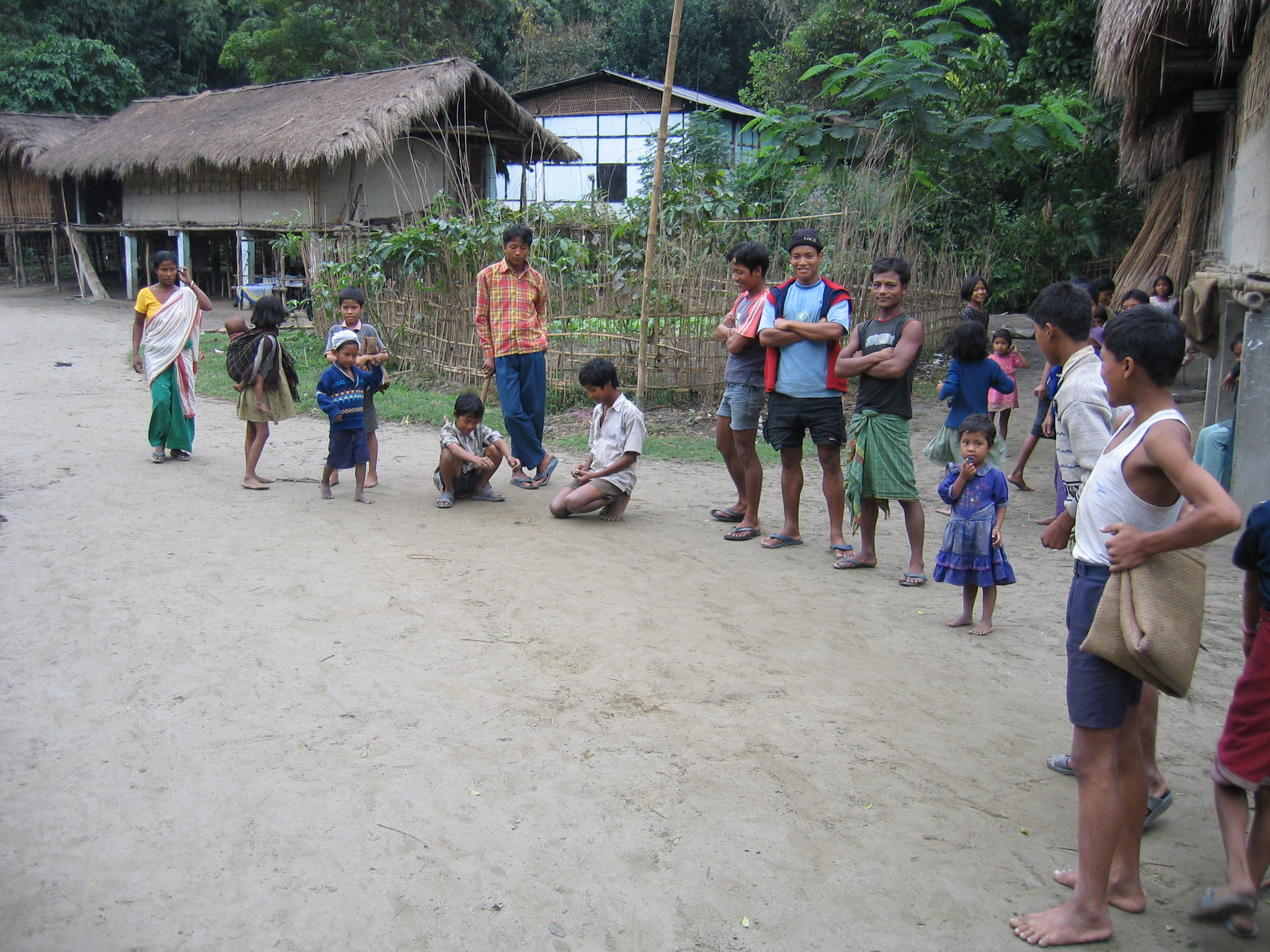
Villageois de Majuli

Les peuples qui occupaient ces lieux dans l’Antiquité sont de civilisation Harrappa. Les habitants actuels sont principalement issus de populations de l’Arunachal Pradesh ayant immigré il y a plusieurs siècles, par exemple des Deori et des Sonowal Kacharis. Les langages les plus utilisés sont l’assamais, le deori et le mishing.
À partir du XVIe siècle, Majuli est considérée comme la capitale culturelle de la civilisation assamaise. Des écrits montrent que le réformateur social Sankardeva y a séjourné. Il est réputé y avoir créé des sattras. Dès lors, l’île est devenu un des centres les plus importants du mouvement Mahapuruxiya Dharma, un mouvement monothéiste proche du Vaishnava. Les sattras ont permis de préserver des antiquités, par exemple des armes, des ustensiles comme des poteries ressemblant à celles des Harrappa, des bijoux et autres objets d’importances culturelle et cultuelle. Les traditions des habitants de l’île ont peu été touchées par le modernisme et les produits artisanaux comme ceux issus du tissage de la soie y sont réputés et occupent une partie importante de la population.
Depuis le séisme de 1950 en Assam et au Tibet qui a relevé le niveau du fleuve Brahmapoutre, en 1950, ses crues dévastatrices grignotent l'île à chaque mousson. Près des deux tiers de sa surface ont déjà été engloutis. Elle ne tient plus aujourd'hui que sur 400 km² de terres, dont les rives sont protégées par de maigres échafaudages de bambou et de béton.
L'île fait partie de la liste indicative au patrimoine mondial de l'Unesco depuis 2004.

## Aspect religieux

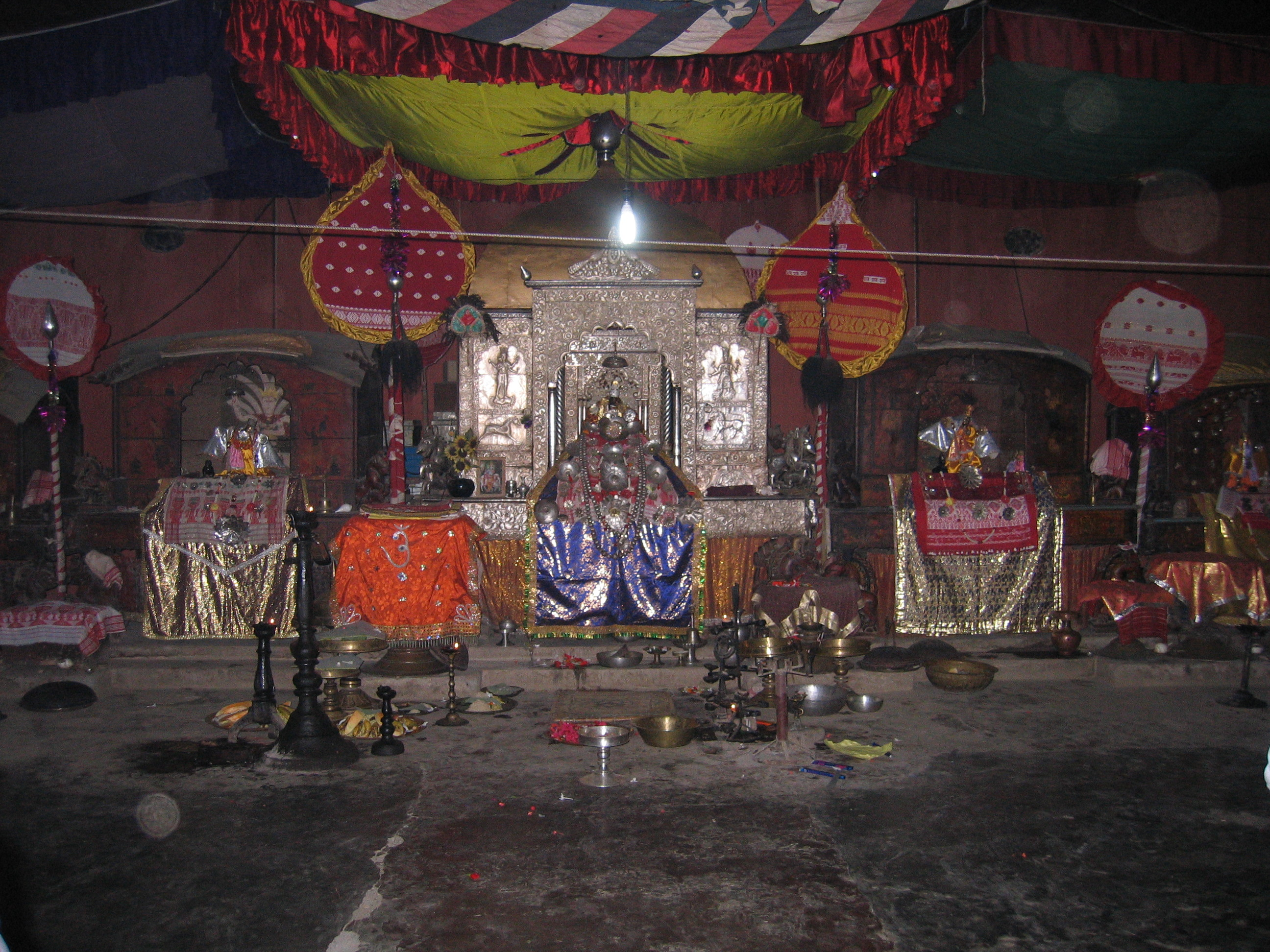
Temple d'un Satra de Majuli

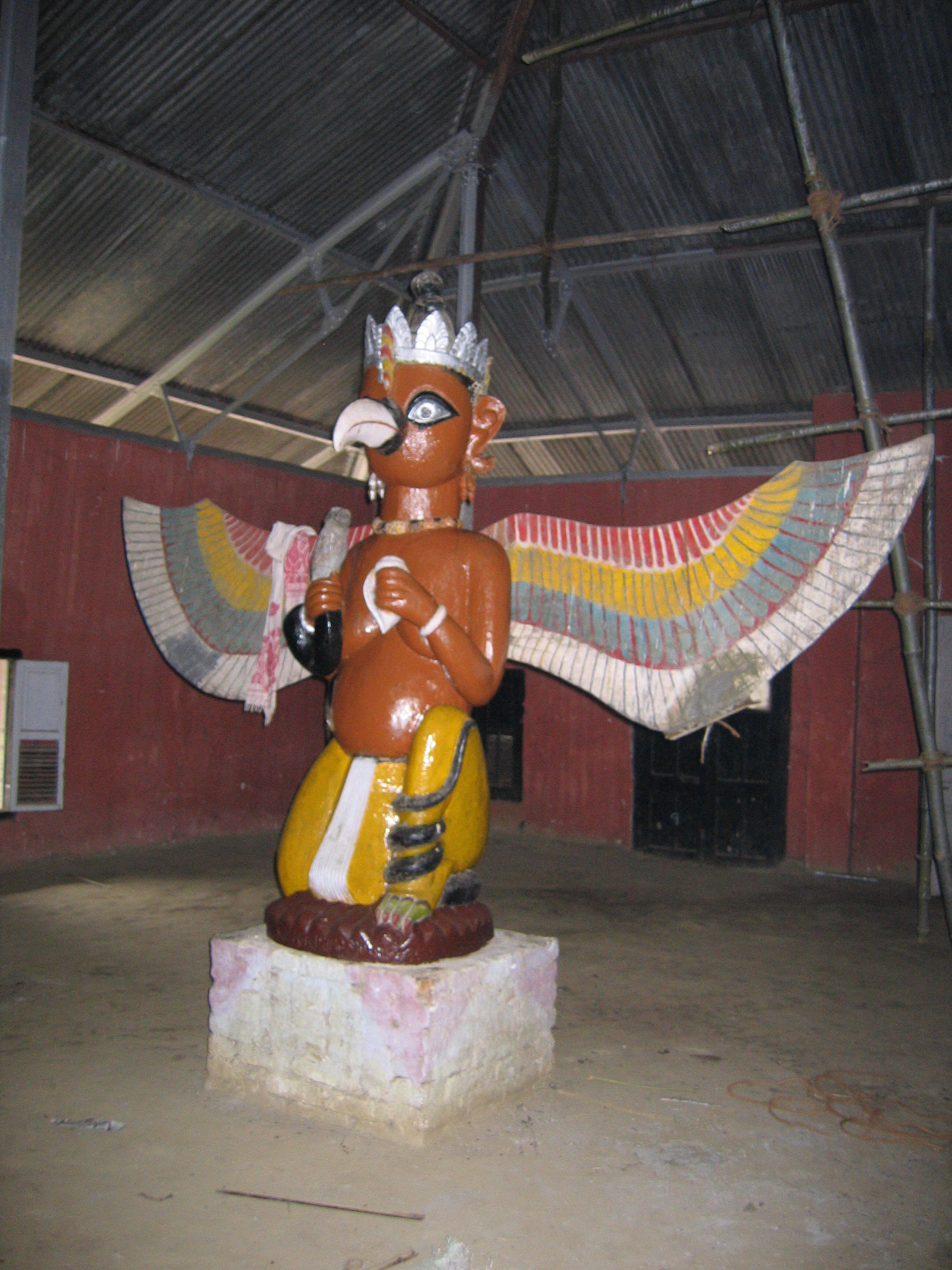
Dans un Sattra

### Légende liée au lieu
Krishna, avatar de Vishnu, est réputé y avoir séjourné avec ses amis.

### Fêtes religieuses
Le festival RAAS est une commémoration des évènements prêtés à la vie de Krishna. De nombreux pèlerins sont accueillis sur l’île durant ce festival qui dure trois jours. Pour cette occasion des masques et des bateaux décorés y sont montrés.
L’île abrite plus d'une cinquantaine de monastères, appelés sattras.
L'Assam compte plus de six cents de ces monastères, mais c'est sur Majuli que leurs traditions sont conservées le plus fidèlement, comme dans celui d'Uttar Kamalabari. Deux cents moines vivent sur l'île, confiés au seuil de l'enfance par des parents trop pauvres pour les éduquer ou souhaitant s'attirer les faveurs du dieu. Il faut une quinzaine d'années aux novices pour maîtriser les arts du sattra. De la musique avant toute chose : chaque tâche est enveloppée d'airs fredonnés, chaque geste empreint d'une grâce devenue une seconde nature chez ces corps façonnés par la danse depuis le plus jeune âge. L'allure des moines renforce la délicatesse des attitudes : vêtus de linge blanc, symbole de pureté, torse et visage imberbes, cheveux longs, tous cultivent la même apparence androgyne, à l'image de Krishna, que la mythologie représente souvent paré de traits féminins. Cette apparence tient aussi à la nature de leur foi : les moines se considèrent comme les épouses de Krishna, et lui vouent un amour dévotionnel, la bhakti. La portée de l'enseignement des Sattras dépasse le simple dogme religieux. Dans l'Inde du XVe siècle, le fondateur de l'ordre, Sankardeva, professait la suppression du système des castes, l'égalité entre hommes et femmes, la tolérance religieuse et la non-violence. Poète et musicien, il avait compris le pouvoir de l'image et mit le théâtre et la danse au service de l'éveil spirituel d'une population qui, majoritairement analphabète, n'avaient pas accès aux grands textes religieux hindous. À sa mort, le mouvement connut un schisme. Une partie des Sattras resta fidèle à son idéologie ; l'autre réintégra le giron de l'orthodoxie brahmanique, fondée sur le système des castes. Aujourd'hui encore, ces deux courants coexistent à Majuli. Dans le Sattra d'Uttar Kamalabari, fidèle au principes humanistes de Sankardeva, le namghar - le temple où les moines prient et jouent leurs spectacles - est ouvert à tous : hindous, musulmans, chrétiens, animistes et jusqu'au dernier des parias de la société indienne, les intouchables.